# Laingsburg (Sudáfrica)
Laingsburg (pronunciación de afrikáans: [ˈlainzbœrχ]) es una ciudad ubicada en la provincia del Cabo Occidental en Sudáfrica . Es una ciudad agrícola relativamente grande en el semiárido Gran Karoo. Fue parcialmente destruido por una inundación repentina en 1981.

## Geografía
Laingsburg está situada a lo largo de la ruta N1, en Lat: -33.20, Long: 20.85, en la provincia de Cabo Occidental en Sudáfrica.
La ciudad está situada en el Gran Karoo, una región semidesértica de Sudáfrica. La precipitación total de la ciudad es de unos 150 mm por año. El principal suministro de agua es una fuente en la zona de Moordenaars Karoo. Aunque el río Buffels atraviesa la ciudad, el río casi nunca tiene agua. Los veranos son extremadamente calurosos y secos, con temperaturas que suelen superar los 30 °C. Los inviernos son fríos y a veces muy fríos, y ocasionalmente nieva en la región circundante. El paso Seweweekspoort se encuentra junto a la R323 al sur de la ciudad.